# Hilda Belcher
Hilda Belcher (20 de septiembre de 1881 – 27 de abril de 1963) fue una artista estadounidense conocida por sus pinturas , acuarelas , retratos , e ilustraciones que representan individuos y paisajes, tanto en retratos formales como en escenas casuales de niños y de la vida cotidiana. : 49   Ella fue la segunda mujer en ser aceptada en la Academia Nacional de Diseño .  En 1935, Anne Miller Downes, una crítica de The New York Times , llamada Belcher, era "una de las artistas más distinguidas de América".

## Biografía

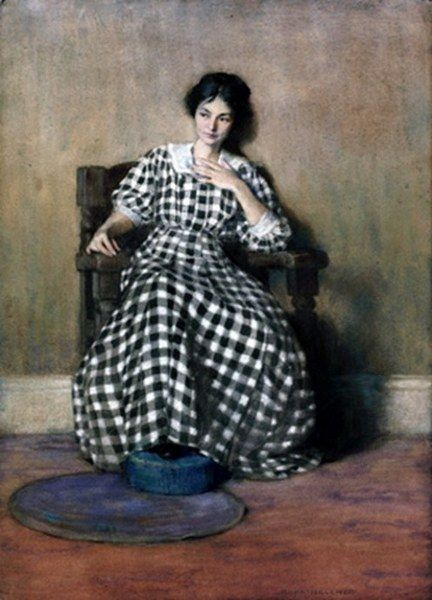
El vestido a cuadros (la modelo puede ser Georgia O'Keeffe), 1907

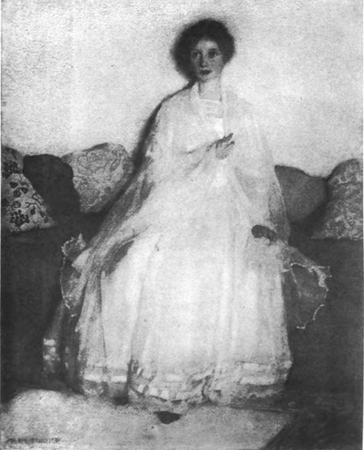
Reproducción en blanco y negro de Young Girl in White, ganador del premio Beal, 1909

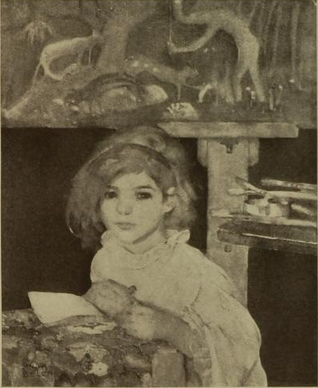
Reproducción en blanco y negro de Winifred Hunt, Hudnut Prize, 1915.

Nacido en Pittsford, Vermont , en 1881, Belcher fue la hija mayor de Martha Wood Belcher , una artista, y Stephen Paterson Belcher, un fabricante de vitrales .  Cuando ella era una adolescente, la familia se mudó a Newark, Nueva Jersey , pero mantuvo su hogar en Vermont.  Belcher se graduó de Newark High School en 1900.
Más tarde se mudó a la ciudad de Nueva York, donde asistió a la Escuela de Arte de Nueva York .  Estudió con William Merritt Chase , Kenneth Hayes Miller , George Bellows y Robert Henri .  También asistió a la Art Students League de Nueva York , donde más tarde enseñó de 1910 a 1912 y nuevamente de 1918 a 1921.
Después de la muerte de su padre en 1906, Belcher vivió con su madre.  En 1907, Belcher presentó The Checkered Dress , que puede ser un retrato temprano de Georgia O'Keeffe , al New York Water Color Club .  Se convirtió en miembro y la pintura se reprodujo en la revista International Studio .  El poema de Grace Conkling A la dama con el vestido a cuadros elogia la elección de la dama y del pintor, y le pregunta: "¿Soñaste?
En 1908, Belcher ganó el Premio Strathmore del New York Water Color Club por The Knitted Shawl .  "Su éxito en la captura del codiciado honor le quitó el aliento a los 692 competidores hombres, que se vieron obligados a ocupar el segundo lugar a la joven estudiante de Vermont", según The New York Times En 1909, recibió el Beal Premio para la joven en blanco .  En 1910, Belcher fue invitado por Robert Henri para participar en la Exposición de Artistas Independientes , un espectáculo sin jurado ni premio.  Belcher contribuyó con tres obras, The Bathing Line , Portrait of Miss Tony Nell y The Old Ladies .
Belcher y su madre hicieron largos viajes a Italia, Inglaterra y Gales en 1910; las Montañas Rocosas en el oeste de los Estados Unidos en 1912; y Europa, para una gira de once meses, en 1913-14.
En 1926, Belcher fue elegido miembro de la Academia Nacional de Diseño como miembro asociado y se convirtió en miembro de pleno derecho en 1932.  Fue la segunda mujer elegida para la Academia Nacional de Diseño.  En 1931, Belcher recibió el Premio Thomas R. Proctor y el premio Walter Lippincott para Portrait by Night .  La pintura fue cortada de su marco mientras estaba en exhibición en la Academia de Bellas Artes de Pensilvania y fue robada.  Nunca se ha recuperado.
Belcher también se hizo bien conocido en Georgia .  Durante los años veinte y treinta, Belcher a menudo enseñaba y exponía en la Academia de Artes y Ciencias de Telfair (1928, 1933 y 1935).  Allí pintó paisajes de la zona de Savannah y escenas representativas de la cultura afroamericana de la zona a principios de siglo.  Las pinturas como Go Down Moses (1936) y The Choir (1934) son notables por su vitalidad y por el respeto y la sensibilidad con que Belcher retrató a hombres, mujeres y niños afroamericanos.
Belcher también publicó ilustraciones, caricaturas y caricaturas que aparecieron en revistas populares como Cosmopolitan , Good Housekeeping y Town and Country , así como en los catálogos de Sears, Roebuck and Company .
Belcher comenzó a sufrir problemas de salud en la década de 1940 y rara vez exhibió nuevos trabajos después de este tiempo.  Murió el 27 de abril de 1963 en el Hospital Ortopédico de Orange y fue enterrada en el cementerio Evergreen en Rutland, Vermont .
Durante su vida, Belcher tuvo más de 28 exposiciones individuales. : 49  Recientemente, el trabajo de Belcher se ha presentado en exposiciones en el Museo de Arte Telfair (Savannah), la Sociedad Histórica de Vermont (Montpelier) y el Museo Robert Hull Fleming (Burlington).  Su trabajo también se puede encontrar en otras colecciones, privadas y públicas, como el Museo Robert Hull Fleming, el Museo de Arte Morris, la Academia de Bellas Artes de Pensilvania y el Centro de Arte Frances Lehman Loeb en el Colegio Vassar, entre otros.

## Premios
- 1908, Premio Strathmore de Acuarela, New York Water Color Club , por The Knitted Shawl .  El New York Times informó que "La pintora ganó el premio de 692 competidores de hombres".[14]
- 1909, Beal Prize, New York Water Color Club, para Young Girl in White ,[19] "el color más meritorio de la exposición".  Ella fue la segunda mujer en recibir este premio.[3]
- 1915, Premio Hudnut, American Water Color Society , por Winifred Hunt .[20] (también en 1916 y 1918)[3]
- 1921, miembro de la Sociedad Americana de Acuarelas[3]
- 1926, Premio Julia A. Shaw, Academia Nacional de Diseño , por Escarlata y Azul [2] : 49 [3][6]
- 1926, miembro asociado, Academia Nacional de Diseño[6]
- 1931, Premio Thomas R. Proctor, Academia Nacional de Diseño, por Portrait by Night [3]
- 1931, premio Walter Lippincott, Academia de Bellas Artes de Pensilvania, por Portrait by Night [3]
- 1931, Premio Thomas R. Proctor, Academia Nacional de Diseño[6]
- 1932, miembro de pleno derecho, Academia Nacional de Diseño[3]
- 1932, miembro de la vida del artista del Club Nacional de las Artes[2]
- 1935, Medalla de acuarela de Dana[21]
- 1941, maestría honoraria de Middlebury College[6]